# ファミリーライン
ファミリーライン（Family line）、あるいはメアーライン（Mare line）、母系（ぼけい）または牝系（ひんけい）とは、馬における母方の系図（家系）のことをいう。起点となる牝馬の名を取り「～系」と呼ぶ。同様に父系のみに焦点をあてたサイアーライン（メールライン）がある。

## 概要
競走馬の血統においては、その近親関係は母系を基準に考えられる。生産の現場では牝馬の質の良否がそのまま死活問題となるという事情から、ファミリーが特に重要視され、多くの活躍馬を送り出すファミリーについては一種のブランド化することもある。また逆の例もあり、1989年のエクリプス賞年度代表馬を受賞したサンデーサイレンスは、父に大種牡馬ヘイローを持ちながら他の近親に活躍馬が皆無であったため、種牡馬として人気が出ず、日本へと売却された。
現存するファミリーラインの多くは、その血統を遡るとロイヤル・メアと呼ばれるイギリス王室所有の繁殖牝馬群に行き着くが、これらについてはその素性・由来がはっきりしておらず、今なお議論の対象となっている。また、もともとサラブレッドとされていたが、その後に血統表の紛失などで血統を遡れないものもおり、日本ではミラとその子孫がよく知られている。これらには「サラブレッド系種」という特殊な位置を与えられた。詳細は同項を参照のこと。

## おもなファミリーライン

### 世界のおもな名牝系
- ポカホンタス系(1837～、F-No.3-m）
- クイーンベルタ系（1860～、F-No.1-w）
  - スウィートラヴェンダー系（1923～）
    - ローズレッド系（1924～）
      - ローザネイ系（1988～）

    - ソシアルバターフライ系（1957～）
- セントマーガレット系（1879～、F-No.4-n）
  - マルガレーテン系（1962～）
- ショットオーヴァー系（1879～、F-No.13-c）
  - フリゼット系（1905～）
    - ヴァルキュア系（1925～）
      - ヴェイグランシー系（1939～）
        - ナタシュカ系（1963～）

      - ブラックターキン系（1954～）

    - マートルウッド系（1932～）
- ベルローズ系（1889～、F-No.8-c）
  - ロジーオグラディ系（1915～）
    - ボールドアイリッシュ系（1948～）

  - ロウズバド系（1917～）
    - レアパフューム系（1947～）
    - クリムズンセイント系（1969～）
- アワーラッシー系（1900～、F-No.22-d）
  - エクレア系（1930～）
  - ダウンレイ系（1935～）
    - グレートレディーエム系（1975～）

  - インフラレッド系（1936～）
    - ナイトライト系（1953～）
- プリティーポリー系(1901～、F-No.14-c)
- オーディエンス系（1901～、F-No.4-m）
  - ポーテージ系（1952～）
    - ブルーカヌー系（1958～）
    - チェインジウォーター系（1969～）
      - フォールアスペン系（1976～）
- アルトヴィスカー系（1902～、F-No.2-f）
  - アロー系（1926～）
    - フェオラ系（1933～）
      - ハイクレア系（1971～）

    - タムレット系（1962～）
    - ウェルシュフレイム系（1973～）
- レディジョセフィン系（1912～、F-No.9-c）
  - レディジュラー系（1919～）
  - ムムタズマハル系（1921～）
- プラッキーリエージュ系（1912～、F-No.16-a）
- アフェクション系（1914～、F-No.9-f）
  - ブアタイ系（1942～）
    - デルタ系（1952～）
    - バイユー系（1954～）
      - デプグリーフ系（1974～）
- シリーン系（1919～、F-No.6-e）
- ヴァーディクト系（1920～、B-3）
  - ルーカスランド系（1962～）
    - ソニンク系（1996～）
- フライアーズカース系（1923～、F-No.1-o）
- ラトロワンヌ系（1926～、F-No.1-x (1-s)）
  - ブラックヘレン系（1932～）
  - ベビーリーグ系（1935～）
    - イントリーギング系（1964～）
    - マジックゴディス系（1968～）

  - ビッグハリー系（1936～）
    - ノーフィディング系（1945～）
      - リーガルグリーム系（1964～）

    - サーチング系（1952～）

  - ビジネスライク系（1939～）
    - ブサンダ系（1947～）
- シュヴァルツゴルト系※ドイツSライン（1937～、F-No.16-c）
- ブルーディライト系（1938～、F-No.9-c）
  - リアルディライト系（1949～）
    - レガシーオブストレングス系（1982～）
- ブードワール系（1938～、F-No.4-d）
  - スカーレットインク系（1971～）
- ラフショッド系（1944～、F-No.5-h）
  - ソング系（1964～）
    - スペシャル系（1969～）
    - リサデル系（1971～）
- カイザーヴュルデ系※ドイツKライン（1945～、F-No.5-h）
- グレイフライト系（1945～、F-No.5-f）
- アルマームード系（1947～、F-No.2-d）
- ソアリング系（1950～、F-No.12-c）
  - グローリアスソング系（1976～）
- サムシングロイヤル系（1952～、F-No.2-s）
- グーフド系（1960～、F-No.17-b）
- マーシュア系（1962～、F-No.16）
- ネイティヴストリート系（1963～、F-No.3-d）
- ベストインショウ系（1965～、F-No.8-f）
- ネイティヴパートナー系（1966～、F-No.7）
  - ダンシングキイ系（1983～）
- ミスカーミー系（1966～、F-No.23-b）
  - クリスエヴァート系（1971～）
- マイビューパーズ系（1967～、F-No.6-a）
- コートリーディー系（1968～、A4）
- ベアリーイーヴン系（1969～、F-No.10-d）
- アウィンドイズライジング系（1969～、F-No.4-k）
- ゲイリー系（1971～、F-No.11）
- サニーヴァレー系（1972～、F-No.1-l）
  - バレークイーン系（1988～）
- パシフィックプリンセス系（1973～、F-No.13-a）
- ノークラス系（1974～、F-No.23-b）
- ラヴラヴィン系（1977～、F-No.9-b）
- アレグレッタ系（1978～、F-No.9-h）
- ミエスク系（1984～、F-No.20）

### 日本の牝系
- 高砂系（サラブレッド系種）
- 小岩井農場の基礎輸入牝馬
  - ビューチフルドリーマー系（F-No.12）
    - アストラル系
      - オーハヤブサ系

  - フロリースカツプ系（F-No.3-l）
    - フロリスト系
      - ガーネツト系
      - スターカツプ系
        - シラオキ系

    - トサモアー系

  - アストニシメント系（F-No.7-c）
    - オーグメント系
      - ヤマトナデシコ系
      - アサマユリ系

    - エベレスト系

  - プロポンチス系（F-No.4-d）
    - パシフイツク系

  - フラストレート系（F-No.1-b）
    - マンナ系
      - トキツカゼ系

  - ヘレンサーフ系（F-No.16-c）
    - ゴールドウエツデイング系
- 下総御料牧場の基礎輸入牝馬
  - 星旗系（F-No.16-h）
    - 月城系

  - 星若系（F-No.3）
    - 月丘系
- フリッパンシー系（F-No.22-b）
- スターロツチ系（F-No.11-c）
- 英月系（F-No.1-b）
- オーバーヤン五ノ七系（シャギャ・アラブ）
- スタイルパッチ系（F-No.8-g）
  - ミスナンバイチバン系
- シユリリー系（F-No.7-d）
  - クインナルビー系
- ナイトライト系（1953〜、F-No.22-d）
- ブラックターキン系（F-No.13-c）
- シェリル系（F-No.8-c）
- アマゾンウォリアー系（F-No.9-f）
- スワンズウッドグローヴ系（F-No.16-a）
- ソシアルバターフライ系（F-No.1-w）
- クリアアンバー系（F-No.4-m）
- ミスブゼン系（F-No.18）
- コランディア系（F-No.9-e）
- デヴォーニア系（F-No.10-d）
  - メジロボサツ系
- ヘザーランス系（F-No.1-l）
  - イコマエイカン系
- ファンシミン系（F-No.9-f）
- マジックゴディス系（F-No.1-s）
- ペルースポート系（F-No.19）
- ロイコン系（F-No.4-d）
- アンティックヴァリュー系（F-No.9-f）
- バブルカンパニー系（F-No.1-b）
- ロイヤルサッシュ系（F-No.1-t）
- クレアーブリッジ系（F-No.13-c）
- デプグリーフ系（F-No.9-f）
- パロクサイド系（F-No.8-f）
  - ダイナカール系
- アイドリームドアドリーム系（F-No.4-r）
- スキーパラダイス系（F-No.3-l）
- クラフティワイフ系（F-No.9-f）
- バレークイーン系（F-No.1-l）
- シルバーレーン系（F-No.5-g）
- サワーオレンジ系（F-No.8-g）
- レガシーオブストレングス系（F-No.9-c）
- フェアリードール系（1991〜、F-No.9-f）
- ダンシングキイ系（F-No.7）
- アキスフォーラック系（F-No.3-d）
  - シンコウエンジェル系
- ソニンク系（F-No.B3）
- コマーズ系（F-No.1-e）
- ラスティックベル系（F-No.20-a）
- キャサリーンパー系（F-No.16-a）
- スカーレットインク系（F-No.4-d）
- ヴァインゴールド系（F-No.4-r）
- マイリー系（F-No.7-e）：華麗なる一族
- ローザネイ系（F-No.1-w）：薔薇一族
- シラユキヒメ系（F-No.2-w）：日本で繁栄した白毛のサラブレッドの祖（W14））
- ウインドインハーヘア系（F-No.2-f）